# Leporella fimbriata
Leporella fimbriata – gatunek roślin z monotypowego rodzaju Leporella z rodziny storczykowatych (Orchidaceae). Rośliny występują w Australii w stanach Tasmania, Wiktoria, Australia Południowa, Australia Zachodnia.

## Systematyka
Gatunek sklasyfikowany do podplemienia Megastylidinae w plemieniu Diurideae, podrodzina storczykowe (Orchidoideae), rodzina storczykowate (Orchidaceae), rząd szparagowce (Asparagales) w obrębie roślin jednoliściennych.